# A861-es autópálya (Németország)
Az A861-es autópálya (németül: Bundesautobahn 861) egy autópálya Németországban. Hossza 4 km.